# El Hombre Enmascarado contra los piratas
El Hombre Enmascarado contra los piratas (L’Uomo Mascherato contro i Pirati) es una película italiana dirigida por Vertunnio De Angelis en 1964. Está interpretada por George Hilton, Claude Dantes, John Vari y Gina Rovere.

## Preámbulo
“Hace muchos años, la ruta de las naves que llevaban las riquezas del nuevo mundo a Europa, estaba infectada de piratas de gran audacia. Contra ellos, el Rey de España había organizado numerosas expediciones, pero ninguno de los capitanes españoles escogidos había logrado atrapar a García, el más feroz y astuto de los piratas que, a bordo de la goleta Albatros, lograba escapar una y otra vez de las naves de Su Majestad.”

## Sinopsis
El pirata Pedro Ramón Francisco García es el terror de los océanos. Un día se cruza con un barco español, al que aborda, desvalija y abandona dejándolo en llamas. El pirata pretende desembarazarse de todos los prisioneros, excepto de las mujeres, a las que piensa vender al bergante Ramírez, pero su segundo de a bordo, Suárez, le hace reconsiderar su decisión, proponiéndole pedir un rescate por ellos. Desembarcan en la isla donde tienen su aposentamiento. Pero con ellos desembarca también un extraño personaje enmascarado que, moviéndose como una sombra, dará al traste con los planes de los piratas.

## Nota
En 2006, la película fue editada en DVD con el título El enmascarado contra los piratas, apareciendo en la carátula su director con el nombre de Dean Vert.
- Datos: Q5822116